# 立木康介
立木 康介（ついき こうすけ、1968年 - ）は、日本の精神分析学者、京都大学人文科学研究所教授。研究分野： 精神分析、および精神分析との関係からみた20世紀の思想。

## 経歴
神奈川県生まれ。1992年京都大学文学部卒業。1996年京都大学大学院教育学研究科修士課程修了。1994 - 96年フランス政府給費留学生。1998年京都大学大学院人間・環境学研究科博士課程単位取得退学。2001年パリ第8大学で精神分析学博士。京大人間・環境学研究科助手、2007年京大人文科学研究所准教授、2020年同教授。

## 著書
- 『精神分析と現実界 - フロイト / ラカンの根本問題』（人文書院）　2007
- 『露出せよ、と現代文明は言う: 「心の闇」の喪失と精神分析』（河出書房新社） 2013
- 『狂気の愛、狂女への愛、狂気のなかの愛: 愛と享楽について精神分析が知っている二、三のことがら』（水声社） 2016
- 『女は不死である ラカンと女たちの反哲学』（河出書房新社） 2020.11

### 共編著
- 『精神分析の名著 フロイトから土居健郎まで』（編著、中公新書） 2012
- 『〈68年5月〉と私たち 「現代思想と政治」の系譜学』（王寺賢太共編、読書人） 2019.4
- 『フーコー研究』（小泉義之共編、岩波書店） 2021.3
- 『ミシェル・フーコー『コレージュ・ド・フランス講義』を読む』（佐藤嘉幸共編、水声社） 2021.3

### 監修
- 『面白いほどよくわかるフロイトの精神分析 - 思想界の巨人が遺した20世紀最大の「難解な理論」がスラスラ頭に入る』(日本文芸社、学校で教えない教科書) 2006

### 訳書
- 『芸術とマルチチュード』（トニ・ネグリ、広瀬純, 榊原達哉共訳、月曜社） 2007
- 『心理学草案 遮蔽想起』（共訳、岩波書店、フロイト全集3） 2010
- 『ポール・クローデルと黄金の聖櫃 〈詩人大使〉の文化創造とその遺産』（ミッシェル・ワッセルマン、三浦信孝共訳、水声社） 2022

著者ワッセルマンは、元関西日仏学館（アンスティチュ・フランセ日本・京都支部）とヴィラ九条山初代館長

## 参考
- ISBN 978-4-309-24637-6